# Non bussare alla mia porta
Non bussare alla mia porta (Don't Come Knocking) è un film del 2005 diretto da Wim Wenders e scritto dallo stesso Wenders insieme a Sam Shepard, che ne è anche il protagonista. I due avevano già lavorato insieme, vent'anni prima, in Paris, Texas.
È stato presentato in concorso al 58º Festival di Cannes.

## Trama
Howard Spence è un attempato attore di film western che un giorno, stanco e disgustato della sua vita e del suo lavoro, fugge a cavallo e ancora in abiti da scena dal set dell'ennesimo film western. L'attore cerca rifugio nel suo passato, tra la casa materna in Nevada e una cittadina nel Montana dove trent'anni prima era stato girato uno dei suoi film di maggior successo, e dove va alla ricerca di una donna con la quale aveva avuto una breve storia. Spence è costantemente braccato da un insolito legale della casa di produzione che vuole a tutti i costi riportarlo sul set del film che ha abbandonato.

## Fotografia
Come sempre nei film di Wenders, la fotografia è particolarmente curata. In questo film, girato in Super 35 mm, Wenders e Franz Lustig si sono ispirati enfaticamente ai dipinti di Edward Hopper.

## Colonna sonora
Per l'ennesima volta il cantante Bono torna a collaborare con Wim Wenders, questa volta firmando insieme a The Edge la title track Don't Come Knocking interpretata insieme ad Andrea Corr.

## Riconoscimenti
- European Film Awards 2005
  - Miglior fotografia